# Bajalou
Bajalou és una obra d'Orís (Osona) inclosa a l'Inventari del Patrimoni Arquitectònic de Catalunya.

## Descripció
Actual restaurant que ha modificat l'antiga casa de pagès. Es poden considerar dues parts diferenciades: l'antiga casa, feta amb tàpia i teulada a dues vessants i, adossada a ella, una petita eixida, una lliça i una cabana.
Predominen les columnes i les arcades amb totxana vista.

## Història
Els esposos Lleopard i Froila i Eccó, en bé de llurs ànimes, donen a l'església de Sant Pere de Vic, una vinya situada al comtat d'Osona, al terme d'Orís al lloc anomenat Bajalou.